# Edvard Anderson
Edvard Anderson, född 1865 i Stockholm, död 1936, var en svensk grosshandlare.

## Biografi
Anderson föddes i Stockholm 1865 och var son till en segel- och kompassmakare. Hans far dog när Edvard bara var fem år och han växte upp med sin mor och en stor skara syskon. Redan i unga år tog han anställning på en planglasfirma och etablerade sig 1898 som egen företagare i samma bransch, glasfirma Edvard Anderson AB.
Firman blomstrade under Edvard Andersons ledning och blev en av sin tids största glasgrossister. I prislistan för 1930 finns alla typer av glas: fönsterglas, lavoirspeglar, tvättbrädsglas, vindrutor för automobiler och godsfinksglas. Sannolikt levererade han även växthusglas till Stockholmstraktens många handelsträdgårdar.
Han testamenterade sin kvarlåtenskap till Bergianska Stiftelsen vid Kungliga Vetenskapsakademien "För inrättandet och drivandet av en vinterträdgård, där medelhavsklimatets och därmed jämförliga klimatområdens träd, buskar och örter äro uteslutande representerade". Där ville han också ha ett litet konditori för servering av "kaffe, the och läskedrycker samt chokolad och bakelser".
Den 7 juni 1995 invigdes Edvard Andersons växthus i Bergianska trädgården.

## Källhänvisningar
1. 1 2 3 4  "Edvard Anderson". Arkiverad 5 mars 2016 hämtat från the Wayback Machine. Bergianska.se. Läst 31 januari 2015.
2. 1 2  ”Om Edvard Andersons växthus - Bergianska trädgården”. web.archive.org. 12 april 2016. Arkiverad från originalet den 12 april 2016. https://web.archive.org/web/20160412023510/http://www.bergianska.se/botanisk-tr%C3%A4dg%C3%A5rd-m-v%C3%A4xthus/edvard-andersons-v%C3%A4xthus/om-edvard-andersons-v%C3%A4xthus. Läst 29 maj 2024.